# Madrid Pride
Madrid Pride, även Orgullo de Madrid (MADO) är en årlig pridefestival i Madrid i Spanien som har arrangerats varje år sedan 1978 utom 1980.
Festivalen, som började i liten skala, har efterhand blivit Europas största i stadsmiljö. Den pågår vanligen under en vecka i månadsskiftet juni/juli med konserter och uppträdanden på flera scener. Festivalen avslutas med Europas största prideparad som  börjar i kvarteret Atocha och slutar på Plaza de Colón.
När Spanien legaliserade samkönade äktenskap år 2005 deltog omkring två miljoner i festivalen och när Madrid var värd för Worldpride år 2017 besöktes den av 3,5 miljoner deltagare från hela världen.